# Gibson (Arkansas)
Gibson és una concentració de població designada pel cens dels Estats Units a l'estat d'Arkansas. Segons el cens del 2000 tenia 4.678 habitants.

## Demografia
Segons el cens del 2000, Gibson tenia 4.678 habitants, 1.686 habitatges, i 1.402 famílies. La densitat de població era de 219,7 habitants/km².
Dels 1.686 habitatges en un 39,4% hi vivien nens de menys de 18 anys, en un 67,8% hi vivien parelles casades, en un 12,2% dones solteres, i en un 16,8% no eren unitats familiars. En el 13% dels habitatges hi vivien persones soles el 3,9% de les quals corresponia a persones de 65 anys o més que vivien soles. El nombre mitjà de persones vivint en cada habitatge era de 2,77 i el nombre mitjà de persones que vivien en cada família era de 3,03.
Per edats la població es repartia de la següent manera: un 27,2% tenia menys de 18 anys, un 8,7% entre 18 i 24, un 30,5% entre 25 i 44, un 26,1% de 45 a 60 i un 7,5% 65 anys o més.
L'edat mediana era de 35 anys. Per cada 100 dones de 18 o més anys hi havia 95,5 homes.
La renda mediana per habitatge era de 46.705 $ i la renda mediana per família de 51.250 $. Els homes tenien una renda mediana de 32.935 $ mentre que les dones 25.291 $. La renda per capita de la població era de 17.919 $. Entorn del 4,7% de les famílies i el 4,9% de la població estaven per davall del llindar de pobresa.

## Poblacions més properes
El següent diagrama mostra les poblacions més properes.